# Jennifer Stojkovic
Jennifer Stojkovic és una activista nord-americana coneguda per fundar la Vegan Women Summit (VWS), acreditada per trencar els biaixos de gènere i la discriminació als negocis. Ha elaborat informes que tracten el biaix, la discriminació i l'assetjament de dones fundadores durant les rondes d'inversió d'empreses de tecnologia alimentària. Stojkovic també és la directora executiva de l'organització sense ànim de lucre sf.citi.

## Carrera
Stojkovic, originària del Canadà, va començar la seva carrera com a líder de relacions amb la comunitat per a empreses tecnològiques a San Francisco, Califòrnia. Durant la seva carrera en tecnologia, Stojkovic es va interessar cada cop més a combinar la seva passió pel canvi en el sistema alimentari amb la seva experiència i xarxa a Silicon Valley. A principis de 2018, Stojkovic va llançar una sèrie d'associacions "Future of Food" que reunia CEO i fundadors de marques tecnològiques líders, com WeWork i Airbnb, amb CEO emergents de la creixent indústria de la tecnologia alimentària per establir els aliments com la "Tech 2.0".
Stojkovic va llançar una conferència anomenada Vegan Women Summit el 2020. Centrada a crear una representació equitativa i diversa de dones líders a nivell mundial i associar-se amb les principals marques tecnològiques, VWS es dedica a empoderar, educar i inspirar les dones perquè aportin compassió a les seves carreres. Amb una comunitat creixent de dones líders emprenedores a tot el món, VWS inclou programació amb els principals directors generals vegans, celebritats, inversors, atletes olímpics i altres figures destacades del món. El 2022, la conferència va comptar amb nombrosos líders com Alicia Silverstone, Miyoko Schinner i Daniella Monet.
Actualment, Stojkovic és la directora executiva de sf.citi (Iniciativa Ciutadana de San Francisco per a la Tecnologia i la Innovació), una promoció empresarial de l'àrea de la badia de San Francisco.

## Llibre
L'abril de 2022, Stojkovic va publicar el llibre The Future of Food is Female (El futur de l'alimentació és femení). El llibre inclou idees originals de destacades directores generals, inversores, celebritats i altres figures destacades de la indústria de la carn alternativa i de la carn cultivada, com ara Heather Mills, Suzy Amis Cameron, Pinky Cole i la membre del Parlament Europeu Sylwia Spurek .